# 伯納特獸屬
伯納特獸屬（學名：Burnetia）是種似哺乳爬行動物，屬於合弓綱獸孔目巴莫鱷亞目的伯納特獸科，生存於二疊紀晚期的南非。目前僅發現一個頭顱骨，缺少下頜。由於化石被侵蝕、上下側被壓垮，很難詳細鑑定頭顱骨的特徵。頭顱頂有許多凸塊、突出物，也造成重建的困難。